# Thomas Finchum
Thomas Finchum (* 1. Dezember 1989 in Indianapolis) ist ein US-amerikanischer Wasserspringer. Er startet im 10-m-Turm- und Synchronspringen. Sein Synchronpartner ist David Boudia.

## Sportliche Karriere
Er nahm an den Olympischen Spielen 2008 in Peking teil, im Turmspringen wurde er Zwölfter und im Synchronspringen mit Boudia Fünfter.
Finchum gewann bislang zwei Medaillen bei Schwimmweltmeisterschaften, jeweils im 10-m-Synchronspringen zusammen mit Boudia. 2007 in Melbourne gewann das Duo Bronze und 2009 in Rom Silber. Bei den Panamerikanischen Spielen 2007 in Rio de Janeiro gewannen sie die Goldmedaille.
Finchum ist mehrfacher US-amerikanischer Meister. 2007 wurde er vom US-Verband zum Wasserspringer des Jahres gewählt. Er wird von John Wingfield trainiert.

## Diskografie
Daneben widmet sich Finchum einer zweiten großen Leidenschaft und ist als Country-Sänger aktiv – zunächst als Leadstimme seiner Band Northern Nights, später als Solokünstler, der seine Produktionen eigens vertreibt.
Singles
- 2019: Past the Front Porch
- 2019: Red, Wild & Blue
- 2019: Mothers

Gastbeiträge
- 2019: Cathedral (Sam Halabi feat. Thomas Finchum)